# Brimstone Butterfly
Brimstone Butterfly er en dansk rockgruppe, der blev dannet i 1995 af gymnasievennerne Thomas Krämer (vokal, guitar), Kristian Vengsgaard (synthesizer/orgel) og Ole Grell (bas). I 1996 udvides bandet med Kristian Krämer (trommer), der for øvrigt også er bror til Thomas Krämer. Mads Fogt (guitar) kommer med i Brimstone Butterfly i 2002.
Brimstone Butterfly udgav i perioden 1999 – 2005 flere albums i ind- og udland, blev flittigt spillet på radio/tv, var Danmarks første number 1 på MTV Nordic, havde musik med i danske og internationale film og tv-serier (Nordkraft filmen, tv-serien De Udvalgte, den amerikanske tv-serie Good Girls Don’t på Oxygen Network US, flere titel sange på TV2 og TV3), været nomineret i American Surround Music Awards.

## Medlemmer
- Thomas Krämer
- Kristian Vengsgaard
- Mads Fogt
- Ole B. Grell
- Kristian Krämer

## Historie
I 1997 vinder bandet Århus Stiftstidendes konkurrence ”Vi har musikken” og opnår en andenplads ved DM i Rock (hvor Saybia samme år får en tredjeplads). Bandet spiller en lang række koncerter bl.a. bandets første koncert på Skanderborg Festival.
I 1998 udsendes singlen 'Sinner', der er produceret af Peter Peter (ex Sort Sol) og mixet af Flemming Rasmussen (bl.a. Metallica), i 1999 bliver bandets første egentlige turne gennemført med festival koncerter på bl.a. Midtfyns Festival, Skanderborg Festival og Langelandsfestival.
I 2001 udsendes debutalbummet ”Gonepteryx Rhamni” og 1. singlen ”Superwanker” ryger direkte ind på 1. pladsen på MTV’s Up North Chart og bliver liggende på listen i 6 uger. MTV-successen breder sig til andre skandinaviske Tv-stationer bl.a. finske YLE. Udgivelsen fejres med koncert for borgerne i Århus fra taget på Magasin. I 2001 og 2002 spiller bandet en massiv Danmarksturne, der bringer Brimstone Butterfly rundt på stort set alle landets spillesteder og festivaler. På samme tid udvides bandet med Mads Fogt på guitar.
2003 bliver brugt i studiet og i 2004 udgiver Brimstone Butterfly sit andet album ”Normality Killed The Cat”. Samtidigt udgiver bandet også Danmarks første DVD-Audio, som indeholder albummet i almindelig stereo og 5.1 Surround Sound, samt interviews, fotogalleri og ikke mindst videoer til alle elleve sange.
”Normality Killed The Cat” blev pænt modtaget af de danske anmeldere, men i udlandet (specielt England og USA) var interessen overraskende stor. UK HiFi World Magazine skrev bl.a.: “ Brimstone Butterfly qualifies as my unexpected find this year. Admirably, these Danish surround enthusiasts have put together a DVD-Audio which not only demonstrates the full potential of the format, but also contains some cracking contemporary rock music”…” If you wish to support a pioneering attempt to make DVD-Audio away from the majors, and get some great surround rock music as part of the bargain, I can’t recommend this disc highly enough.”
I kølvandet på de gode anmeldelser fik Brimstone Butterfly mulighed for at medvirke med flere sange i den en amerikanske Tv-serie "Good Girls Don´t" på Oprah Winfrey´s Oxygen Network. Serien havde premiere 4. juni 2004 og skuespillerne var bl.a. hentet fra "Spin City", "The Wedding Planner" og "Dharma & Greg". Musikken var hovedsageligt med amerikanske kunstnere, men Brimstone Butterfly fik altså helt ekstraordinært en plads på soundtracket.
I august måned 2004 drog bandet selv til USA, nærmere betegnet Hollywood, hvor bandet var nomineret i det amerikanske Surround Music Awards. Brimstone Butterfly var nomineret i kategorierne “Horizen Award”, “Best Surround Sound Mix” og ”Best CD Package & Illustrated Cover”. Finalisterne i de to prisuddelinger talte bl.a. Beastie Boys, Courtney Love, POD, George Harrison, The Rolling Stones, The Who og mange flere store navne.
Brimstone Butterflys tur til Hollywood blev også brugt på andet end glamourøse award-shows. Det lykkedes bandet at gøre et stort amerikansk pladeselskab interesseret i Brimstone Butterfly og bandets album ”Normality killed the cat”, og i september 2004 blev kontrakten færdigforhandlet. Kontrakten indebar udgivelse i USA, Canada, England, Japan, Tyskland, Frankrig, Holland, Belgien og Schweiz. Pladeselskabet Silverline Records havde udover Brimstone Butterfly David Bowie, Iggy Pop, Bob Marley og Motorhead på listen af artister
Tilbage i Danmark var der priser til Brimstone Butterfly. Den 31. oktober 2004 vandt bandet en MCA Award for DVD-Audio udgivelsen af “Normality Killed The Cat”.
I marts 2005 var Brimstone Butterfly med i den danske filmatisering af bogen Nordkraft. I forbindelse med filmen lavede Brimstone Butterfly en musikvideo, der findes på DVD udgaven af Nordkraft.

## Diskografi
- Gonepteryx Rhamni (2001) – Iceberg Records
- Normality Killed The Cat (2004)- Inzect Music/Kick Music

## Relaterede artikler
- Soundvenue Arkiveret 12. marts 2007 hos  Wayback Machine
- ComOn

## Links
- Officiel Website Arkiveret 27. oktober 2020 hos  Wayback Machine
- Pladeselskab Website Arkiveret 18. maj 2017 hos  Wayback Machine